# Зелёный остров (арт-группа)
Зелёный остров — арт-группа, созданная в Ростове-на-Дону в 1994 году.

## История
Первая выставка арт-группы «Зеленый остров» состоялась в августе 1994 года. Автором проекта был Анатолий Легостаев. В проекте участвовало 17 художников. В 1995 году арт-группа участвовала во Всероссийском фестивале современного искусства в Сочи.
В арт-группу объединены живописцы, графики, скульпторы и прикладники, опирающиеся в работе на принципы бескорыстия и свободы художественного творчества.
В основную когорту «Зеленого острова» входят художники А. Легостаев, А. Пучеглазов, А. Шагинов, А. Букин, Г. Остриков, В. Сыров.
Название арт-группы дал известный ростовский «Зеленый остров» — самое эзотерическое место Ростова, предназначенное только для посвященных.

## Выставки арт-группы «Зелёный остров»
- 2011 — «Зелёный остров». Ростовский областной музей изобразительных искусств, Ростов-на-Дону.[2]